# Municipio de San Andrés Huayapam
El municipio de San Andrés Huayápam (del náhuatl: hueyatl: mar, pan: sobre ‘Sobre el mar’) es uno de los 570 municipios que conforman al estado mexicano de Oaxaca. Pertenece al distrito centro, dentro de la región valles centrales. Su cabecera es la localidad de San Andrés Huayapam.

## Geografía
El municipio abarca 28.12 km² y se encuentra a una altitud promedio de 1710 m s. n. m., oscilando entre 3300 y 1500 m s. n. m.

## Demografía
De acuerdo al último censo, realizado por el INEGI en 2010, en el municipio habitan 4879 personas, repartidas entre 12 localidades.